# 高鰭足躄魚
高鰭足躄魚，為輻鰭魚綱鮟鱇目躄魚亞目臂鈎躄魚科的其中一種，分布於澳洲南部海域，棲息深度可達146公尺，體長可達2公分，棲息在底層水域，生活習性不明。

## 扩展阅读
維基物種上的相關：高鰭足躄魚